# Peru op de Olympische Zomerspelen 2016
Peru nam deel aan de Olympische Zomerspelen 2016 in Rio de Janeiro, Brazilië. De selectie bestond uit 29 atleten, actief in elf verschillende sporten. Schutter Francisco Boza droeg de Peruviaanse vlag tijdens de openingsceremonie. Atleet David Torrence, die de finale van de 5000 meter bereikte na in de series een nationaal record te hebben gelopen, droeg de vlag bij de sluitingsceremonie.

## Deelnemers en resultaten
(m) = mannen, (v) = vrouwen 

### Atletiek
| Olympiër          | Discipline            | Resultaat | Prestatie                                             |
| ----------------- | --------------------- | --------- | ----------------------------------------------------- |
| David Torrence VS | 5000m (m)             | 15e       | serie 2: 10de in 13.23,20 NR finale: 15de in 13.43,12 |
| Luis Ostos        | 10000 m (m)           | 21e       | 28.02,03                                              |
| Raúl Machacuay    | marathon (m)          | 45e       | 2:18.00                                               |
| Cristhian Pacheco | marathon (m)          | 52e       | 2:18.41                                               |
| Raúl Pacheco      | marathon (m)          | 66e       | 2:20.13                                               |
| Paolo Yurivilca   | 20km snelwandelen (m) | 41e       | 1:24.48                                               |
| Luis Henry Campos | 50km snelwandelen (m) | DNF       | DNF                                                   |
| Pavel Chihuán     | 50km snelwandelen (m) | 48e       | 4:32.37                                               |
| Arturo Chávez     | hoogspringen (m)      | 29e       | kwalificatie groep B: 16de met 2,22m                  |
|                   |                       |           |                                                       |
| Jovana de la Cruz | marathon (v)          | 36e       | 2:35.49                                               |
| Inés Melchor      | marathon (v)          | DNF       | DNF                                                   |
| Gladys Tejeda     | marathon (v)          | 15e       | 2:29.55                                               |
| Kimberly Garcia   | 20km snelwandelen (v) | 14e       | 1:32.09                                               |
| Jessica Hancco    | 20km snelwandelen (v) | 51e       | 1:39.08                                               |

### Gewichtheffen
| Olympiër       | Discipline | Resultaat | Prestatie                                                    |
| -------------- | ---------- | --------- | ------------------------------------------------------------ |
| Hernán Viera   | –105kg (m) | 13e       | trekken: 16de met 151kg stoten: 14de met 200kg totaal: 351kg |
|                |            |           |                                                              |
| Fiorella Cueva | –53kg (v)  | 11e       | trekken: 12de met 65kg stoten: 11de met 88kg totaal: 153kg   |

### Gymnastiek
| Olympiër      | Discipline | Resultaat | Prestatie                             |
| ------------- | ---------- | --------- | ------------------------------------- |
| Ariana Orrego | vloer (v)  | 54e       | kwalificatie: 54ste met 13,166 punten |

### Judo
| Olympiër      | Discipline | Resultaat | Prestatie                                               |
| ------------- | ---------- | --------- | ------------------------------------------------------- |
| Juan Postigos | –60kg (m)  | 17e       | 1ste ronde: vrij 2de ronde: V van AZE Safarov: waza-ari |

### Paardensport
| Olympiër       | Discipline     | Resultaat      | Prestatie |
| Springconcours | Springconcours | Springconcours | Springconcours |
| -------------- | -------------- | -------------- | --- |
| Alonso Valdéz  | individueel    | 56e            | kwalificatie: 56ste 1ste rodne: 51ste met 6 strafpunten 2de ronde: 56ste met 16 strafpunten totaal: 22 strafpunten |

### Roeien
| Olympiër          | Discipline | Resultaat | Prestatie |
| ----------------- | ---------- | --------- | --- |
| Renzo León García | skiff (m)  | 20e       | serie 2: 4de in 7.21,04 herkansingen: 2de in 7.25,55 kwartfinale 2: 6de in 7.30,91 halve finale C/D: 5de in 7.37,34 finale D: 2de in 7.02,28 |
|                   |            |           | |
| Camila Valle      | skiff (v)  | 31e       | serie 3: 5de in 9.30,60 herkansingen: 6de in 8.32,66 halve finale E/F: 4de in 9.11,91 finale F: 1ste in 9.18,24                              |

### Schietsport
| Olympiër          | Discipline              | Resultaat | Prestatie                                              |
| ----------------- | ----------------------- | --------- | ------------------------------------------------------ |
| Marko Carrillo    | 50m pistool (m)         | 35e       | kwalificatie: 35ste met 536 punten (91-94-93-79-90-89) |
| Marko Carrillo    | 25m snelvuurpistool (m) | 24e       | kwalificatie: 24ste met 557 punten (272-285)           |
| Marko Carrillo    | 10m luchtpistool (m)    | 43e       | kwalificatie: 43ste met 566 punten (94-92-97-96-92-95) |
| Francisco Boza VO | trap (m)                | 28e       | kwalificatie: 28ste met 109 punten (22-20-20-24-23)    |

### Taekwondo
| Olympiër     | Discipline | Resultaat | Prestatie                                                                  |
| ------------ | ---------- | --------- | -------------------------------------------------------------------------- |
| Julissa Diez | –49kg (v)  | 7e        | voorronde: V van KOR Kim: 2–10 herkansingen: V van THA Wongpattanakit: 2–4 |

### Worstelen
| Olympiër     | Discipline  | Resultaat   | Prestatie                           |
| Vrije stijl  | Vrije stijl | Vrije stijl | Vrije stijl                         |
| ------------ | ----------- | ----------- | ----------------------------------- |
| Yanet Sovero | –58kg (v)   | 18e         | 1ste ronde: V van COL Rentería: 1–3 |

### Zeilen
| Olympiër          | Discipline       | Resultaat | Prestatie                                   |
| ----------------- | ---------------- | --------- | ------------------------------------------- |
| Stefano Peschiera | Laser (m)        | 31e       | 242 punten: (37-40-16-16-28-22-21-27-35)    |
|                   |                  |           |                                             |
| Paloma Schmidt    | Laser Radial (v) | 31e       | 248 punten: (31-26-29-27-29-30-18-32-30-29) |

### Zwemmen
| Olympiër        | Discipline          | Resultaat | Prestatie               |
| --------------- | ------------------- | --------- | ----------------------- |
| Nicholas Magana | 100m vrije slag (m) | 53e       | serie 2: 8ste in 51,53  |
|                 |                     |           |                         |
| Andrea Cedrón   | 200m vrije slag (v) | 39e       | serie 2: 7de in 2.05,33 |